# Hembla
Hembla, tidigare D.Carnegie & Co är ett fastighetsbolag inriktat på hyresbostäder i miljonprogrammen i Stockholm och Mälardalen.

## Historik
D. Carnegie & Co grundades år 1803 av David Carnegie den äldre. Under två sekler har verksamheten omfattat bland annat rederi, sågverk, järnverk, porterbryggeri, fastigheter och bankrörelse. Bolaget var moderbolag till Carnegie Investment Bank fram till 2008 då banken förlorade banktillståndet och dotterbolaget övertogs av staten. Bolaget stod en tid utan verksamhet men köpte 2013 Broadgate Stendörren Fastigheter. Bolaget är sedan 2019 avnoterat från Stockholmsbörsen.

### Namnbyte
Företaget bytte namn till Hembla AB från och med 31 oktober 2018.
Sedan januari 2022 har företaget tillsammans med systerföretaget Victoria Park bytt namn till Victoriahem.